# Sarah Polley
Sarah Polley (n. 8 ianuarie 1979, Toronto, Ontario, Canada) este o actriță și regizoare canadiană. În Canada este cunoscută pentru activismul politic pe care îl practică.

## Filmografie

### Film
| An   | Titlu                              | Rol                      | Note       |
| ---- | ---------------------------------- | ------------------------ | ---------- |
| 1985 | One Magic Christmas                | Molly Monaghan           |            |
| 1986 | Confidential                       | Emma                     |            |
| 1987 | Tomorrow's a Killer                | Karla                    |            |
| 1987 | The Big Town                       | Christy Donaldson        |            |
| 1987 | Blue Monkey                        | Ellen                    |            |
| 1988 | The Adventures of Baron Munchausen | Sally Salt               |            |
| 1989 | Babar: The Movie                   | Young Celeste (voice)    |            |
| 1994 | Exotica                            | Tracey Brown             |            |
| 1996 | Joe's So Mean to Josephine         | Josephine                |            |
| 1996 | Children First!                    |                          |            |
| 1997 | The Sweet Hereafter                | Nicole Burnell           |            |
| 1997 | The Hanging Garden                 | Teen Rosemary            |            |
| 1997 | The Planet of Junior Brown         | Butter                   |            |
| 1998 | Jerry and Tom                      | Deb                      |            |
| 1998 | Last Night                         | Jennifer "Jenny" Wheeler |            |
| 1999 | Guinevere                          | Harper Sloane            |            |
| 1999 | Existenz                           | Merle                    |            |
| 1999 | Go                                 | Ronna Martin             |            |
| 1999 | The Life Before This               | Connie                   |            |
| 2000 | This Might Be Good                 |                          | Short film |
| 2000 | The Weight of Water                | Maren Hontvedt           |            |
| 2000 | Love Come Down                     | Sister Sarah             |            |
| 2000 | The Law of Enclosures              | Beatrice                 |            |
| 2000 | The Claim                          | Hope Burn                |            |
| 2001 | No Such Thing                      | Beatrice                 |            |
| 2003 | The Event                          | Dana Shapiro             |            |
| 2003 | My Life Without Me                 | Ann                      |            |
| 2003 | Dermott's Quest                    | Gwen                     | Short film |
| 2003 | Luck                               | Margaret                 |            |
| 2004 | Dawn of the Dead                   | Ana Clark                |            |
| 2004 | The I Inside                       | Clair                    |            |
| 2004 | Sugar                              | Pregnant Girl            |            |
| 2004 | Siblings                           | Tabby                    |            |
| 2005 | Don't Come Knocking                | Sky                      |            |
| 2005 | The Secret Life of Words           | Hanna                    |            |
| 2005 | Beowulf & Grendel                  | Selma                    |            |
| 2009 | Mr. Nobody                         | Elise                    |            |
| 2009 | Splice                             | Elsa Kast                |            |
| 2010 | Trigger                            | Hillary                  |            |

### Televiziune
| An      | Titlu                       | Rol                 | Note               |
| ------- | --------------------------- | ------------------- | ------------------ |
| 1985    | Night Heat                  | Cindy Keating       | "The Game"         |
| 1987    | Screen Two                  |                     | "Heaven on Earth"  |
| 1987    | Hands of a Stranger         | Suzie Hearn         | TV film            |
| 1987    | Friday the 13th: The Series | Mary                | "The Inheritance"  |
| 1988–89 | Ramona                      | Ramona Quimby       | Main role          |
| 1989    | Lantern Hill                | Jody Turner         | TV film            |
| 1990–96 | Road to Avonlea             | Sara Stanley        | Main role          |
| 1991    | Johann's Gift to Christmas  | Angel               | TV short           |
| 1993    | Hidden Room                 | Alice               | "Dangerous Dreams" |
| 1994    | Take Another Look           | Amy                 | TV film            |
| 1996    | Straight Up                 | Lily                | Main role          |
| 1998    | White Lies                  | Catherine Chapman   | TV film            |
| 1999    | Made in Canada              | Rhonda              | "It's a Science"   |
| 2006    | Slings & Arrows             | Sophie              | Recurring role     |
| 2008    | John Adams                  | Abigail Adams Smith | TV miniseries      |

### Ca scenarist/regizor/producător
| An   | Titlu                    | Note                              |
| ---- | ------------------------ | --------------------------------- |
| 1999 | Don't Think Twice        | Co-producător, scenarist, regizor |
| 1999 | The Best Day of My Life  | scenarist, regizor                |
| 2001 | I Shout Love             | scenarist, regizor                |
| 2002 | All I Want for Christmas | regizor                           |
| 2004 | The Shields Stories      | "The Harp"; scenarist, regizor    |
| 2006 | Away from Her            | scenarist, regizor                |
| 2011 | Take This Waltz          | producător, scenarist, regizor    |
| 2012 | Stories We Tell          | scenarist, regizor                |
| 2017 | A Better Man             | producător executiv               |
| 2017 | Alias Grace              | scenarist, producător             |